# وزارة المالية (هندوراس)
وزارة المالية في هندوراس، هي وزارة حكوميَّةمسؤولة عن السياسات المالية العامة في هندوراس. تم إنشاء الوزارة بعد اعتماد أول دستور لهندوراس في عام 1825.
وزير المالية الحالي هو مارلون ديفيد أوشوا مارتينيز، وذلك منذ 2024.

## أنظر أيضا
- اقتصاد هندوراس

## روابط خارجية
- الصفحة الرئيسية للوزارة